# Kwaï
Ne doit pas être confondu avec Kwaï Yai ou Khwae Noi.
La rivière Kwaï, ou plus exactement Kwai Noi (thaï : แควน้อย, signifiant « petit affluent »), est une rivière de l'ouest de la Thaïlande coulant parallèlement à sa frontière avec la Birmanie (République de l'Union du Myanmar). 
Prononcez "Khouèè" (avec un long è et la voix qui descend un peu sur la fin) et non pas "Kouaille".

## Géographie

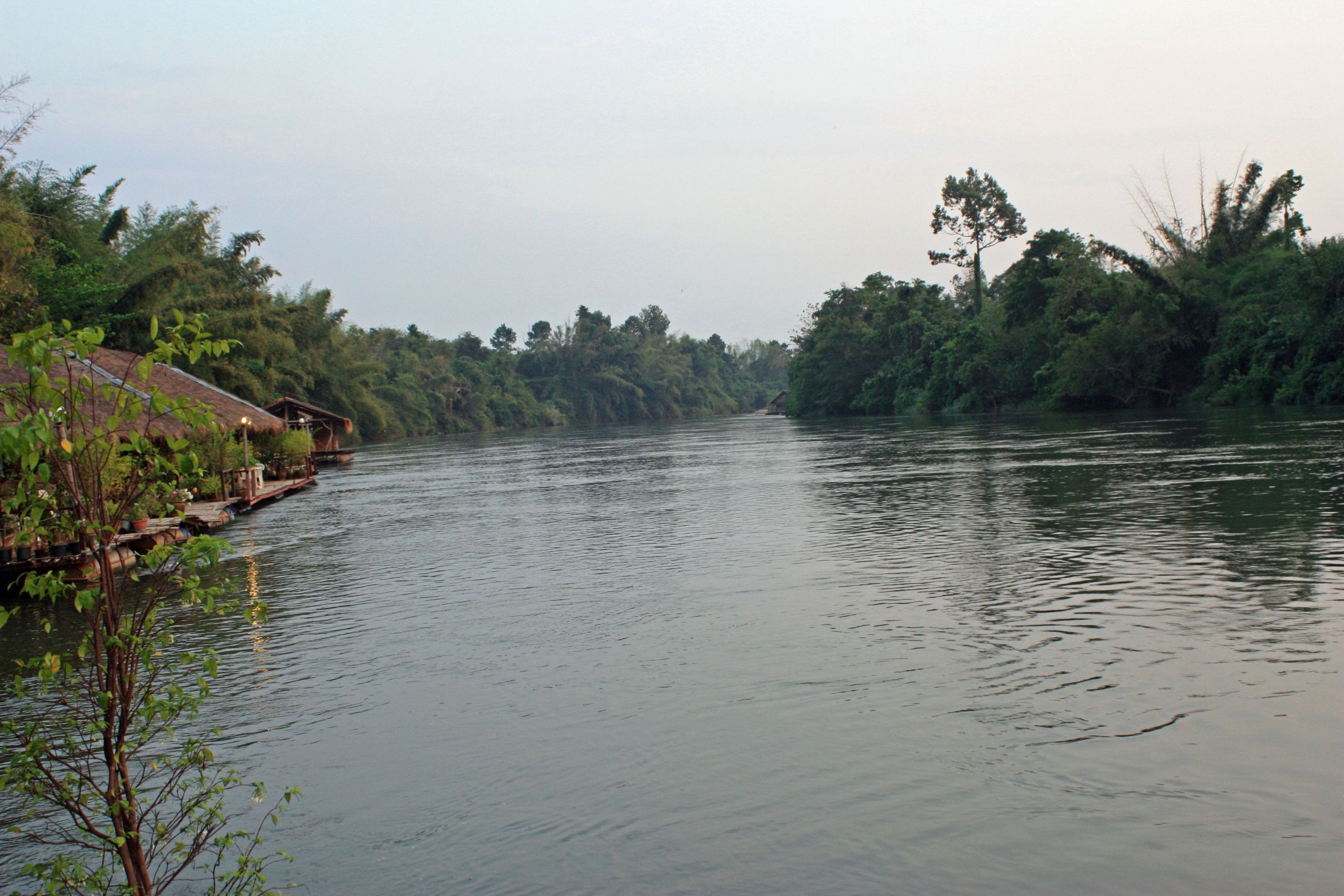
La Kwaï.

Le cours de la Kwaï se trouve entièrement dans la province de Kanchanaburi. 
Elle forme en se jetant dans la Kwaï Yai (signifiant « grand affluent ») le fleuve Mae Klong au niveau de la ville de Kanchanaburi.
La voie ferrée de la mort construite par les prisonniers de guerre pour les Japonais durant la Seconde Guerre mondiale longe la Kwaï Noi sur sa rive orientale. Le célèbre pont sur la rivière Kwaï popularisé par le livre de Pierre Boulle puis par le film de David Lean, se trouve en fait sur la Kwaï Yai.